# Blanche Pierson
Blanche Adeline Pierson, född 10 maj 1842 i Saint-Paul på ön Réunion, död 1919, var en fransk skådespelare.
Pierson var från 1857 anställd vid olika boulevardteatrar i Paris, gjorde sig från 1871 ett namn på Théâtre du Gymnase och var från 1884 anställd vid Theatre Francais, från 1885 som societär. Hennes framställningar av den unga flickan och senare av den mognande kvinnan i samtida fransk repertoar utmärktes av starkt och äkta temperament, och hennes övergång till det äldre rollfacken skedd med glans, humor, espri och elegans. Bland hennes roller märks miss Clarkson i Främlingen, Odette, Denise, Francillon, hertiginnan i Sällskap, där man har tråkigt, fru Lechat i Affär är affär och grevinnan i Primrose.